# Île Heirisson
Pour les articles homonymes, voir Heirisson.
L’île Heirisson est une île fluviale de la rivière Swan en Australie-Occidentale à l'extrémité est des Perth Water (31° 57′ 59″ S, 115° 52′ 57″ E). La ville de Perth et la ville de Victoria Park sont reliés par une chaussée, un double pont qui relie les deux rives à l'île.  Elle occupe une surface d'environ 285 600 m2. L'île est inhabitée et destinée à devenir un parc d'attractions consacré à la sculpture.

## Histoire
Le premier européen à visiter l'île d'Heirisson fut l'explorateur Willem de Vlamingh en janvier 1697. Il explorait la Swan mais ne s'aventura pas plus loin que l'île d'Heirisson.
L'île fut nommée par l'aspirant de marine français François-Antoine Boniface Heirisson, qui naviguait sur Le Naturaliste qui faisait partie de l'expédition scientifique menée par Nicolas Baudin entre 1801 et 1804.  L'expédition se rendit plusieurs fois jusqu'à Fremantle et cartographia la rivière pour la première fois. L'île fut nommée en juin 1801.

## Statue de Yagan

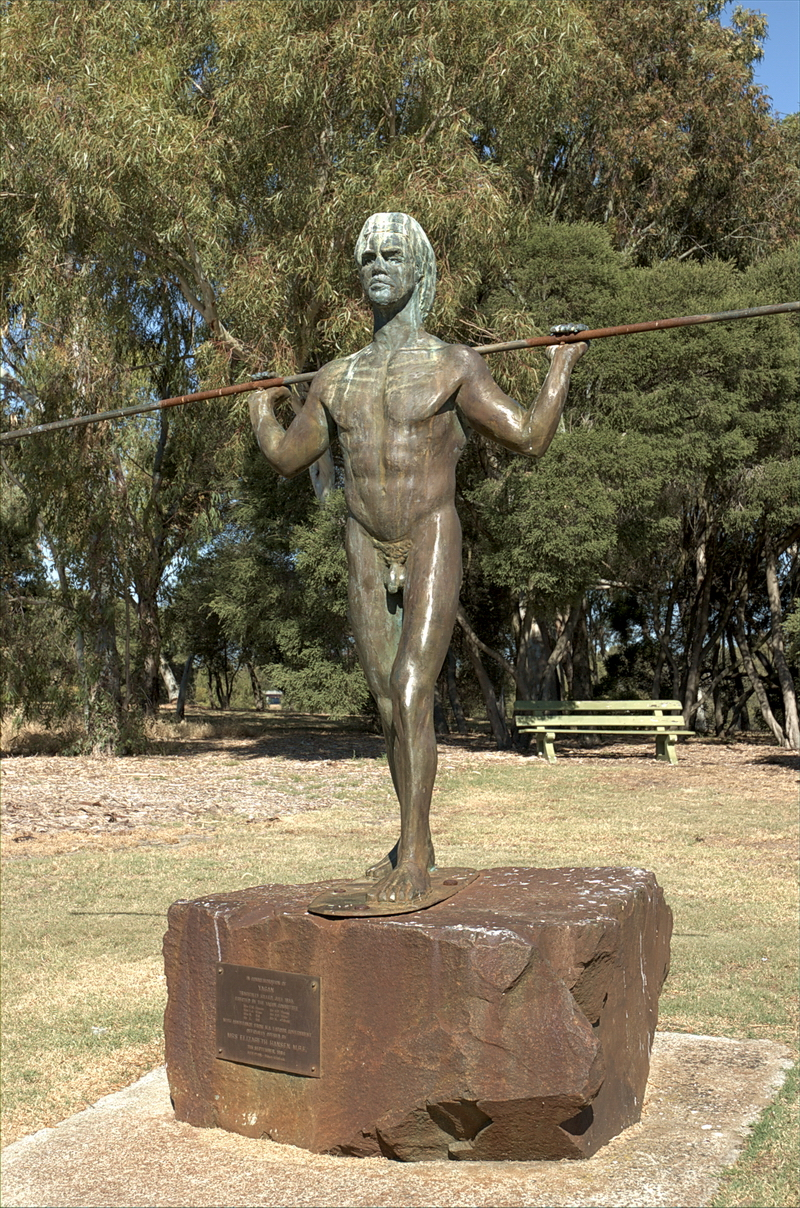
Statue de Yagan, île d'Heirisson.

En septembre 1984, le gouvernement d'Australie-Occidentale érigea une statue du guerrier aborigène Yagan.